# Anfiteatro romano di Spello
L'anfiteatro romano di Spello è situato a nord-ovest della città di Spello, l'antica Hispellum, nella provincia di Perugia, in Umbria.

## Descrizione
Posto sulla Via Centrale Umbra a breve distanza dalla chiesa di San Claudio, come tutti gli anfiteatri umbri non si adagia ad un colle, ma è completamente costruito. L'opera risalente al I secolo d.C. testimonia la grandezza raggiunta da Hispellium Colonia Julia durante l'epoca imperiale. Avendo una discreta importanza in età romana e probabilmente data la mancanza di spazio all'interno delle mura, la città fu dotata di un anfiteatro isolato.
All'esterno l’anfiteatro era ornato da pilastri con colonne semicircolari a righe bianche e rosa. I resti di queste colonne sono stati portati alla luce solamente nel lato occidentale. Sono ancora visibili alcune parti delle gradinate e qualche tratto della pavimentazione originaria, oltre ai resti di mura costruito con la tecnica dell'opus vittatum. Numerose sono le epigrafi rinvenute nella zona durante gli scavi del 1957-1958.
Saccheggiato nei secoli per ricavarne materiale lapideo, si ha notizia che nel XVII secolo alcune pietre siano state asportate per farne massicciate stradali ancora presenti in prossimità del sito archeologico stesso.
Pur conservando ancora intatto il suo aspetto e la sua visibile forma ellittica, attualmente il sito archeologico è in totale stato di abbandono, lasciato all'incuria totale la vegetazione predomina sulle rovine, e di conseguenza non è visitabile.